# چاشنی‌زنی

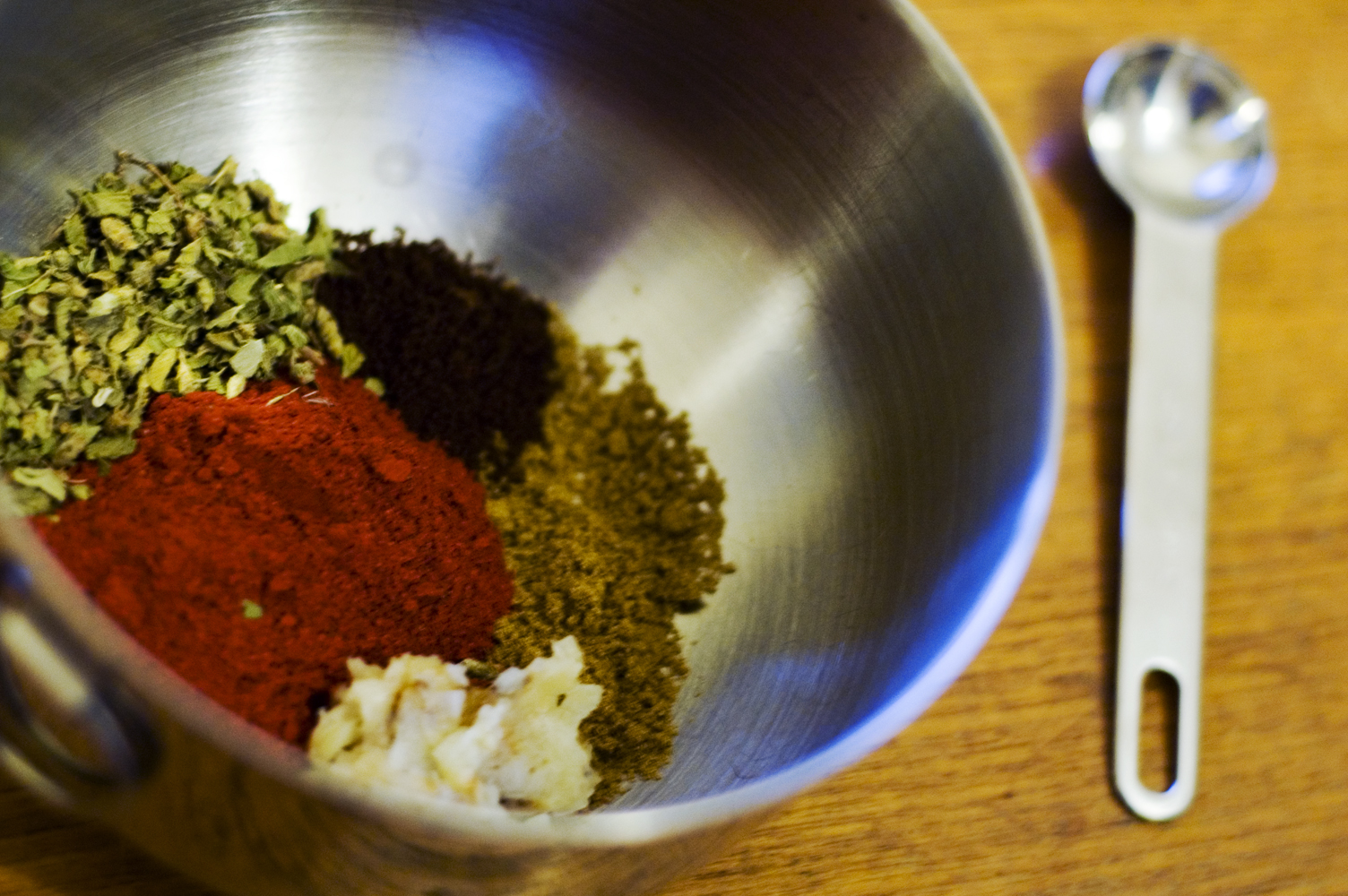
نگاره‌ای از انواع ادویه‌ها

چاشنی‌زنی فرایندی است که در آن موادی چون نمک، ادویه و گیاهان دارویی به ماده خوراکی اضافه می‌گردند به منظور ارتقاء و بهبود بخشیدن مزه و بو ماده خوراکی. علاوه بر آن ادویه باعث حضم بهتر غذا می شود و از خواص درمانی ادویه جات در درمان امراض نباید چشم پوشی کرد